# Schaufenster

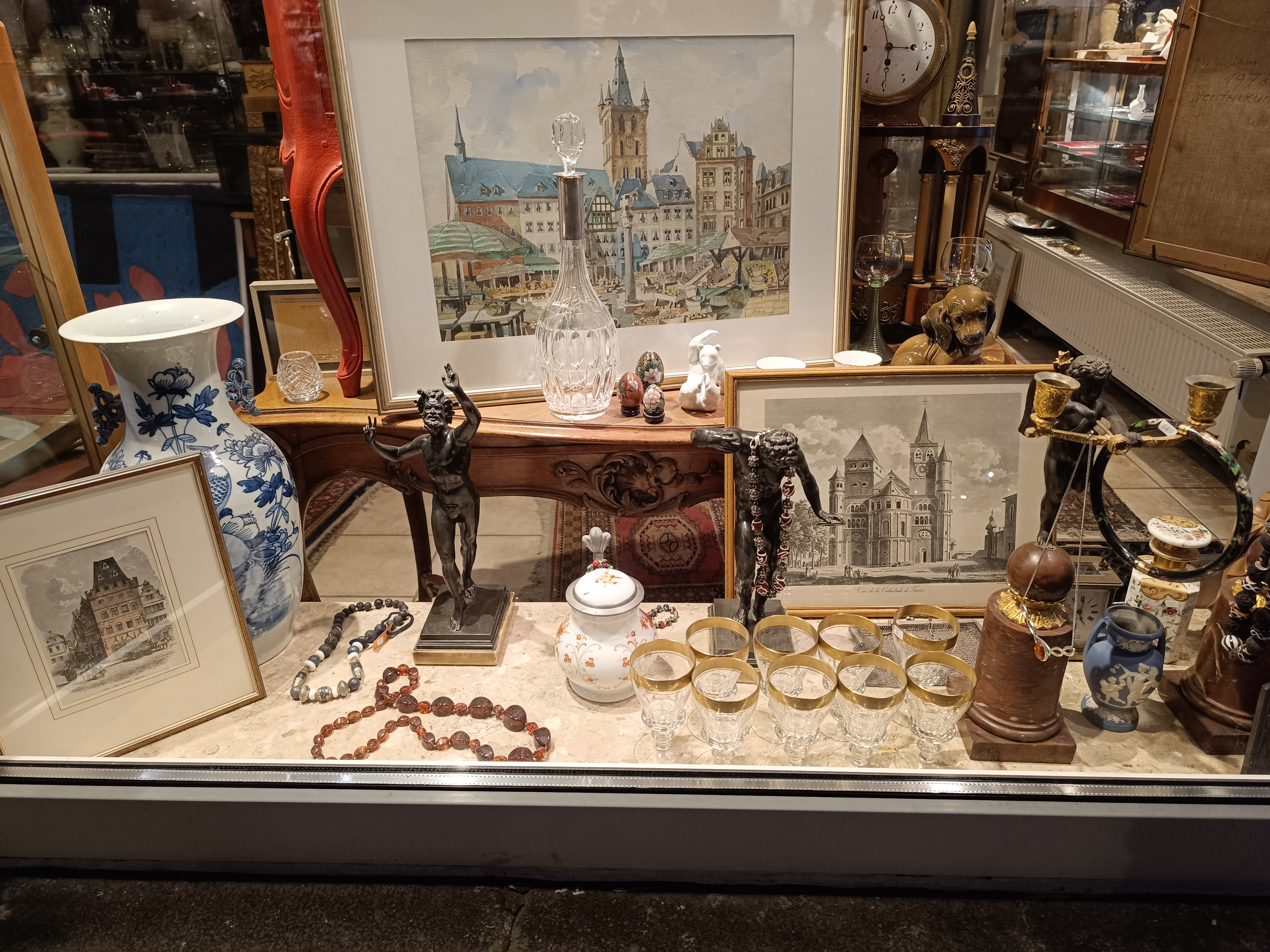
Schaufenster eines Antiquitätenhändlers in Trier

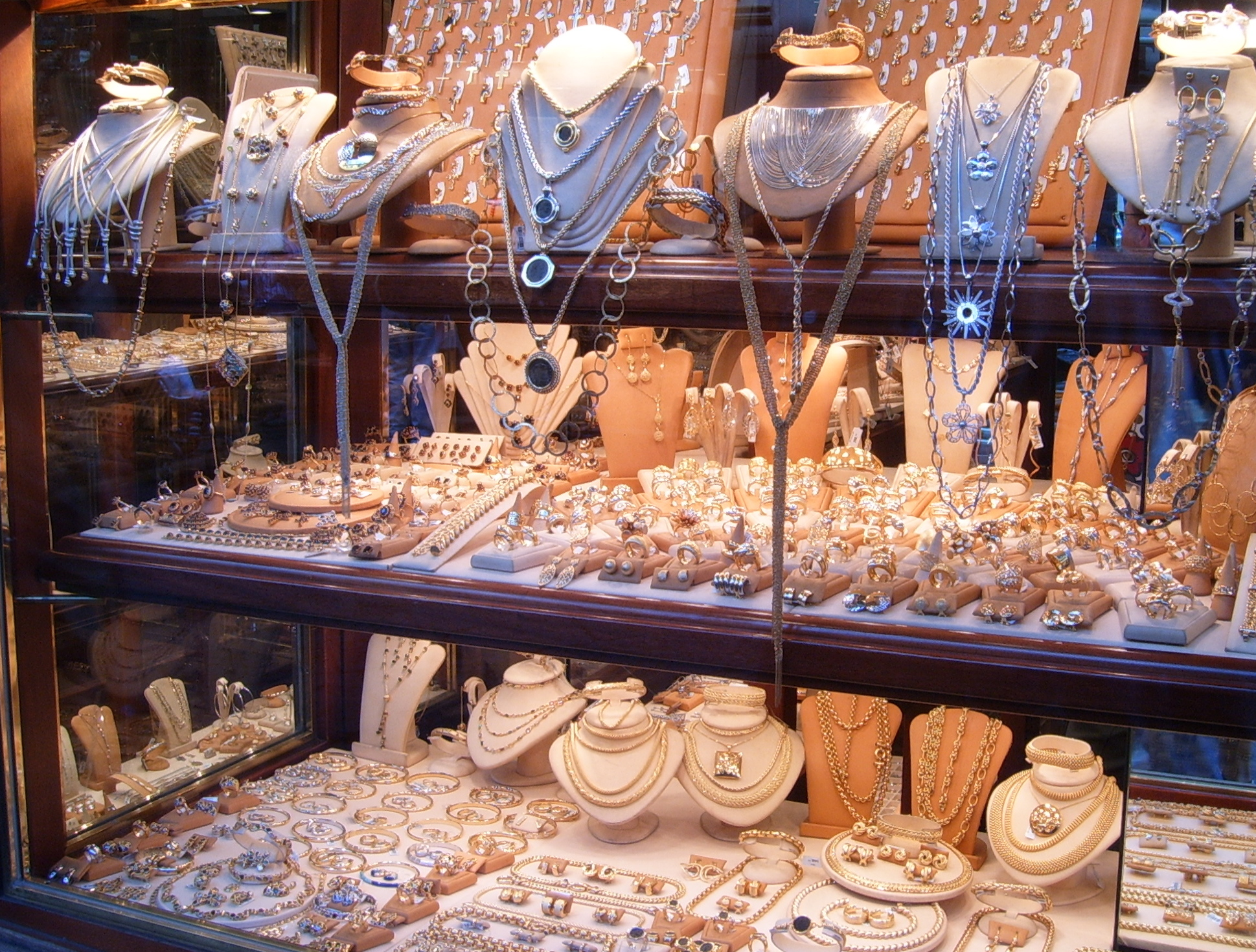
Schaufenster eines Juwelierladens auf dem Ponte Vecchio in Florenz

Als Schaufenster bezeichnet man meist großflächige Durchsichtfenster eines Handelsbetriebs oder eines Ladens, hinter denen Waren von außen sichtbar für Passanten zur Schau gestellt werden oder auf Dienstleistungen hingewiesen wird.

## Allgemeines
Die Waren bzw. Hinweise sind in der Regel attraktiv dekoriert (englisch visual merchandising), weil das Schaufenster insbesondere das Interesse der Laufkunden wecken soll. Eine veraltete Bezeichnung für die Auslage hinter einem Schaufenster ist der aus dem Französischen stammende Begriff Etalage.

## Werbemittel
Schaufenster zählen für den stationären Einzelhandel, namentlich für den Fachhandel und Warenhäuser, zu den wirksamsten Werbemitteln. Sie sollen nicht nur die Aufmerksamkeit der Passanten wecken, sondern auch Verkaufsergebnisse verbessern. Im Schaufenster erlebt die Kundschaft die Ware aus einer gewissen Distanz, was eine andere Präsentation erfordert als im Regal. Die Schaufensterwerbung kam zeitgleich mit dem Populärwerden des Inserats als Werbemedium ab den 1880er Jahren auf und wurde zu einem wesentlichen Instrument der Verkaufsförderung. Anders als das Verkaufsgespräch im Laden zielt das Schaufenster nicht auf das Individuum, sondern auf Gruppen von potentiellen Kunden. Der Informations- und Unterhaltungswert der Schaufensterauslagen (englisch window shopping) soll Interessenten aufmerksam machen und zu Spontankäufen verleiten. Damit wird das ohne Kaufabsicht erfolgende Flanieren vor Schaufenstern in Fußgängerzonen oder Einkaufszentren bezeichnet.

## Geschichte
Schaufenster entstanden erstmals um 1780 – in Paris z. B. bis 1788 die Galeries de Bois im Palais Royal. Größere Verbreitung fand das Schaufenster erst, nachdem es in den USA üblich geworden war. Die französische Bezeichnung vitrine deutet auch auf das verwendete Material Glas hin.
Die Schaufenster von Warenhäusern wurden um 1900 zu Trendsettern. So stand in einem Schaufenster in London ein der breiten Bevölkerung unbekanntes, komplex aussehendes Objekt: eine Schreibmaschine. Durch die Darbietung im halböffentlichen Raum, eben im Warenhausschaufenster, zog das Gerät das Interesse des breiten Publikums an und machte den „Ersatz der Schreibfedern“ bekannt. Auch Raubgut war in Schaufenstern zu sehen. Dies diente der Aufklärung von Verbrechen durch die Polizei.
In den 1920er Jahren kam es zu einer Neuausrichtung der Schaufensterästhetik. Zuvor war es – vor allem im Einzelhandel – üblich gewesen, möglichst viele Waren auszustellen. Albert Walter schrieb 1921 vom damals aufkommenden „künstlerischen Schaufenster [...] mit seiner oft erschreckenden Leere“. 1928 gab es in Deutschland rund 1½ Millionen Schaufenster. Viele davon waren abends beleuchtet. Die Elektrizitätswerke boten den Händlern mit Schaufenstern Sondertarife an, etwa in München statt tagsüber 40 Pfennige pro Kilowattstunde abends ab 19 Uhr bis morgens um 8 Uhr 16 Pfg./kWh. Es entstand 1926 die Zentrale der deutschen Schaufenster-Lichtwerbung, abgekürzt Zetdeschau, mit Niederlassungen in zahlreichen Städten. Sie stellte Statistiken für die Elektrizitätswerke zusammen und gab Tipps für eine bessere Ausleuchtung der Schaufenster.
Schaufenster bestehen aus verstärktem, zum Teil bruchsicherem Spezialglas. Schaufenster von Schmuck- und Uhrenläden zeigen oft Attrappen, um bei Diebstahl per Einbruch zu schützen (Nachtauslage). Trotz eiserner Gitter werden Schaufenster immer wieder eingeschlagen, z. B. durch einen Rammstoß mit einem schweren Fahrzeug. Neuzeitliche Schaufensterscheiben sind heute oft aus Verbund-Sicherheitsglas (reißfeste und zähelastische Folie zwischen zwei Glasscheiben, die sie zu einer Einheit zusammenfügt).
In Berlin wurden jüdische Geschäftsinhaber im Juni 1938 angewiesen, ihre Namen in weißen Buchstaben am Schaufenster anzubringen. Am 10. Juni 1941 wurde es Einzelhandelsgeschäften im Deutschen Reich verboten, ihre Schaufenster mit Waren zu dekorieren, die unverkäuflich waren oder bereits verkauft waren; diese bis dahin verbreitete Praxis hatte zu teils heftigem Unmut bei Kunden geführt. Kriegsbedingt herrschte Mangelwirtschaft (siehe auch Kriegswirtschaft).
Nach dem Zweiten Weltkrieg nutzten Händler ihr Schaufenster, um eine geregelte Abgabe von Waren zu gewährleisten. So gab der Berliner Kolonialwarenhändler Alois Birzle seinen Kunden Nummern zum Abholen ihrer Margarine-Ration. Im Schaufenster gab er die Uhrzeit für diese Nummern an und vermied damit die langen Schlangen vor anderen Lebensmittelgeschäften.
Im September 1945 verfügte das Hauptamt für Energie- und Versorgungswirtschaft in Berlin, dass Schaufenster ihre Beleuchtung auf maximal 5 Watt pro Quadratmeter einschränkten. „Schaufenster, die lediglich Reklamezwecken dienen, dürfen nicht beleuchtet werden.“

## Rechtsfragen
Die Schaufensterauslage ist eine Aufforderung zur Abgabe eines Angebots (lateinisch invitatio ad offerendum) und damit selbst noch kein Angebot, sondern eine Werbung, mit der ein Kunde zur Abgabe eines Vertragsangebots aufgefordert werden soll. Nach herrschender Meinung stellt auch die im Supermarkt ausgelegte Ware eine Invitatio dar, weil es am Erklärungsbewusstsein und am Rechtsbindungswillen des Verkäufers zunächst fehle. An der Kasse gibt der Käufer über die Kassiererin sein Angebot ab, das durch Eingabe oder Scan des Kaufpreises durch den Supermarktbetreiber konkludent angenommen wird. Aus diesen Gründen hat der Kunde keinen Anspruch auf Aushändigung eines bestimmten Ausstellungsstücks (etwa aus dem Schaufenster eines Geschäfts).

## Arten von Schaufenstern

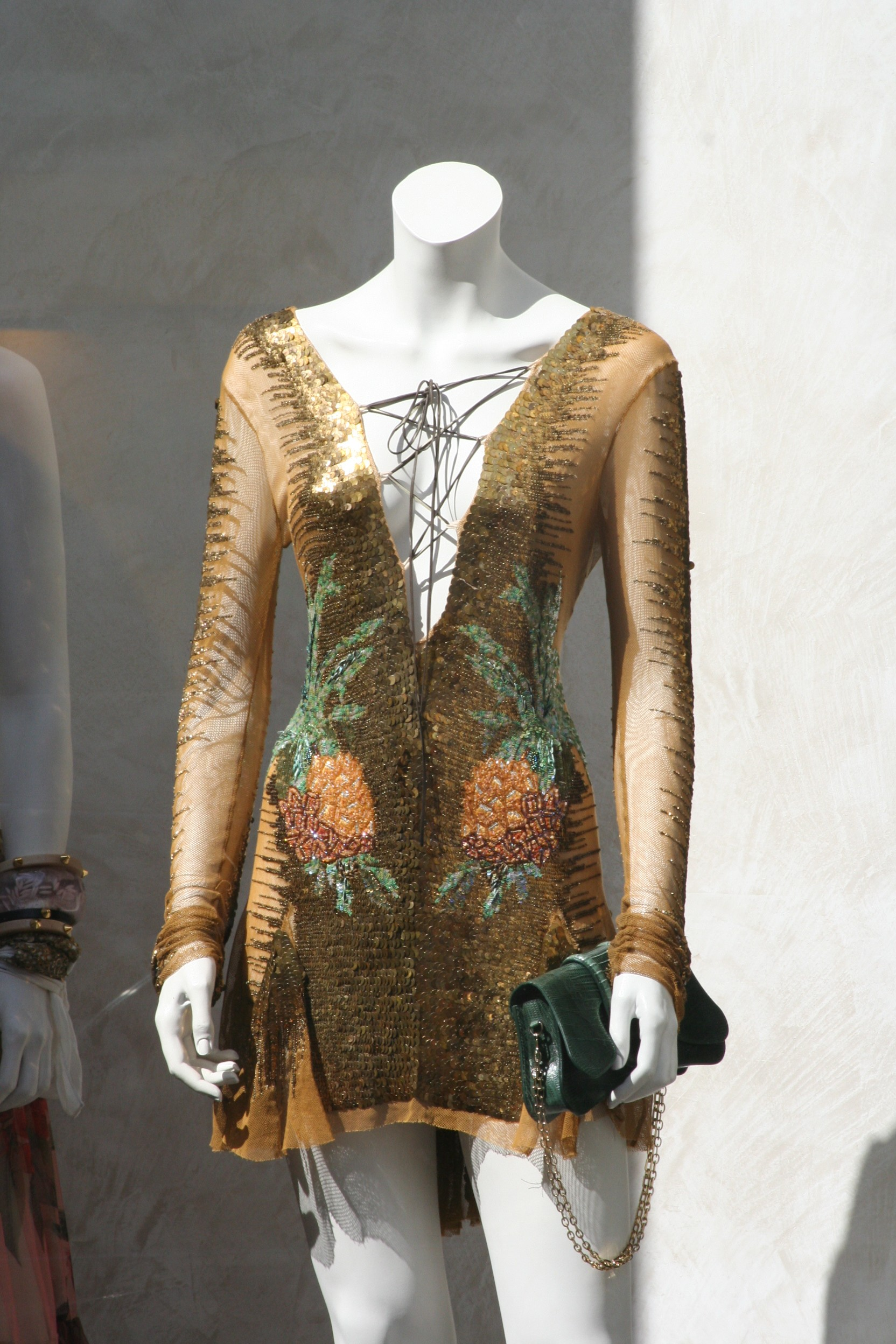
Schaufensterpuppe mit Kleid in einem Schaufenster

Das Handelsmarketing kennt zahlreiche Schaufensterarten mit vielfältigen handelspsychologisch geschickten Gestaltungsmöglichkeiten. Diese sind zum Beispiel:
- Stapelfenster
- Themenfenster
- Bedarfsorientierte Fenster
- Anlassorientierte Fenster (z. B. Weihnachten, Ostern, Fußball-WM usw.)
- Bühnenfenster
- Fantasiefenster
- Durchblickfenster (die den Blick in den Verkaufsraum gestatten)
- Halboffene Fenster
- Blinde Fenster

## Schaukasten und Vitrine
Im Deutschen versteht man unter Vitrine eine Art Schaukasten, in dem sich vor Umwelteinflüssen oder Berührungen zu schützende Objekte befinden. Sie enthalten Ausstellungsstücke oder direkt die zum Verkauf angebotene Ware.

## Wissenswertes
- In den Rotlichtvierteln einiger Städte (wie z. B. Amsterdam) bieten Prostituierte ihre Dienstleistungen an, indem sie sich selbst in entsprechend leichter Bekleidung in ihre Schaufenster setzen.
- Das Herrichten und die Gestaltung von Schaufenstern ist der Tätigkeitsbereich des Schaufensterdekorateurs. Frühere Namen dieses Ausbildungsberufs, wie Schauwerbegestalter und Schaufenstergestalter wurden in Deutschland durch die Bezeichnung Gestalter/in für visuelles Marketing abgelöst.
- Gelegentlich werden auch Industriemessen „Schaufenster der Wirtschaft“ genannt.